# Robert Liebmann
Robert Liebmann (n. 5 iunie 1890, Berlin, Imperiul German – d. iulie 1942, Lagărul de exterminare Auschwitz-Birkenau, Germania Nazistă) a fost un scenarist german. 

## Filmografie
- The Uncanny House (1916)
- Prostitution (1919)
- The Duty to Live (1919)
- Die Arche (1919)
- The Count of Cagliostro (1920)
- Va banque (1920)
- Indian Revenge (1920)
- Temperamental Artist (1920)
- The Woman Without a Soul (1920)
- The Story of a Maid (1921)
- The Last Hour  (1921)
- Peter Voss, Thief of Millions (1921)
- His Excellency from Madagascar (1922)
- The Girl with the Mask (1922)
- Money in the Streets (1922)
- The Little Napoleon (1923)
- Paradise in the Snow (1923)
- The Three Marys (1923)
- The Slipper Hero (1923)
- Claire (1924)
- Comedians of Life (1924)
- The Wonderful Adventure (1924)
- Mother and Child (1924)
- Father Voss (1925)
- Reluctant Imposter (1925)
- Love Story (1925)
- Shadows of the Metropolis (1925)
- The Adventures of Sybil Brent (1925)
- Niniche (1925)
- Chamber Music (1925)
- Flight Around the World (1925)
- Express Train of Love (1925)
- The Adventure of Mr. Philip Collins (1925)
- A Waltz Dream (1925)
- Three Cuckoo Clocks (1926)
- Grandstand for General Staff (1926)
- The Great Duchess (1926)
- Maytime (1926)
- The Boxer's Bride (1926)
- The Wooing of Eve (1926)
- Heads Up, Charley (1927)
- The Most Beautiful Legs of Berlin (1927)
- The Imaginary Baron (1927)
- My Aunt, Your Aunt (1927)
- The Prince of Pappenheim (1927)
- The Master of Nuremberg (1927)
- The Lady with the Tiger Skin (1927)
- Secrets of the Orient (1928)
- Looping the Loop (1928)
- The Last Night (1928)
- The Blue Mouse (1928)
- Man Against Man (1928)
- The Abduction of the Sabine Women (1928)
- Two Red Roses (1928)
- His Strongest Weapon (1928)
- Charlotte Somewhat Crazy (1928)
- Manolescu (1929)
- Her Dark Secret (1929)
- Men Without Work (1929)
- The Black Domino (1929)
- Taxi at Midnight (1929)
- The Convict from Istanbul (1929)
- The Blue Angel (1930)
- The Immortal Vagabond (1930)
- Waltz of Love (1930)
- Darling of the Gods (1930)
- Burglars (1930)
- Her Grace Commands (1931)
- Caught in the Act (1931)
- Princess, At Your Orders! (1931)
- Der Kongreß tanzt (1931)
- Inquest (1931)
- Yorck (1931)
- About an Inquest (1931)
- The Victor (1932)
- I by Day, You by Night (1932)
- Congress Dances (1932)
- Storms of Passion (1932)
- Man Without a Name (1932)
- Early to Bed (1933)
- Waltz War (1933)
- The Empress and I (1933)
- The Only Girl (1933)
- Court Waltzes (1933)
- Caravan (1934)
- Liliom (1934)
- Paradise for Two (1937)
- Crossroads (1938)